# ゴジラ-1.0
『ゴジラ-1.0』（ゴジラ マイナスワン、英題: GODZILLA MINUS ONE）は、2023年11月3日に公開された日本の特撮映画。TOHOスタジオとROBOT製作。戦後間もない日本を舞台に描かれる、山崎貴、VFX・脚本・監督による怪獣映画である。略称「マイゴジ」。タイトルに付けられた-1.0には、「戦後、無（ゼロ）になった日本へ追い打ちをかけるように現れたゴジラがこの国を負（マイナス）に叩き落とす」という意味がある。
『ゴジラ』シリーズでは37作目であり、国産の実写作品としては通算30作目。『シン・ゴジラ』以来7年ぶりとなり、ゴジラ生誕70周年記念作品と位置付けられている。
第96回アカデミー賞では邦画・アジア映画史上初の視覚効果賞を受賞した。また歴代のアカデミー賞の中で、監督として視覚効果賞を受賞したのは『2001年宇宙の旅』のスタンリー・キューブリックのみであり、山崎監督は55年ぶり、史上2人目の受賞監督となった。映画史に名を残す錚々たる大作が並ぶ視覚効果賞の歴代受賞作と比較して、製作費が15億円以下とかなりの低予算であることもアメリカの映画関係者を驚かせた。

## あらすじ
第二次世界大戦末期の1945年（昭和20年）、特攻隊員の敷島浩一は特攻へ向かう途中で零戦が故障したと偽り、小笠原諸島に位置する大戸島の守備隊基地に着陸。島の海岸で深海魚の死骸が浮かび上がるのを目撃する。その夜、島の伝説で語り継がれる、全長15メートルほどの恐竜のような生物「呉爾羅（ゴジラ）」が基地を襲撃。敷島は零戦に装着されている20ミリ砲でゴジラを撃てと整備兵の橘宗作に懇願されるが、恐怖にかられて撃てなかったうえ、敷島と橘以外の整備兵たちはゴジラを攻撃したため、怒ったゴジラに敵と見なされて殺害される。橘は仲間たちの遺体を前にして敷島を罵倒する。
同年冬、東京へ帰ってきた敷島は、隣家の太田澄子から空襲によって両親が亡くなったことを伝えられる。敷島は闇市で、彼同様に空襲で親を失った女性・大石典子と、彼女が空襲の最中見知らぬ他人から託されたという赤ん坊の明子に出会い、成り行きで共同生活を始める。
1946年（昭和21年）3月、敷島は米軍が戦争中に残した機雷の撤去作業の仕事に就き、特設掃海艇・新生丸艇長の秋津淸治、乗組員の水島四郎、元技術士官の野田健治と出会う。生活にも余裕ができ、敷島は秋津らに典子との正式な結婚を勧められるが、戦争とゴジラによるトラウマを抱える敷島は関係の進展に踏み出せない。
同年夏、ビキニ環礁で行われた米軍による核実験「クロスロード作戦」により、その近海にいたゴジラは被曝して全身を焼き尽くされてしまうが、それによってゴジラの細胞内でエラーが発生し、その全身は体高50.1メートルまでに巨大怪獣化する。
1947年（昭和22年）5月。赤ん坊だった明子は歩けるほどに成長し、典子は自立するために銀座で働き始めていた。一方、巨大化したゴジラは活動範囲を広げ、日本を新たな縄張りとすべく進行を始める。米国の艦船や潜水艦が謎の被害に遭う事態が発生し、発生場所の時期などから巨大生物（ゴジラ）が日本に向かっていると推測した米国防省は、日本政府に打診する。
敷島たちは作業中の日本近海にゴジラが現れていることを知り、政府から新生丸で足止めをしろとの任務が下る。敷島たちは回収した機雷や船の機銃でゴジラに応戦し、ゴジラの口内に入った機雷を誘爆させるが、ゴジラは頭部の一部を失っても即座に回復してしまいまったく歯が立たない。シンガポールから帰ってきた接収艦の重巡洋艦「高雄」も主砲で応戦するが、ゴジラが口から放った放射熱線によって高雄は海の藻屑となる。病院で目覚めた敷島は、野田からゴジラが東京に向かっていること、そして政府が混乱を恐れてゴジラのことを国民に伏せていることを聞かされる。
翌日、ゴジラは東京湾の防衛第4区での爆破攻撃を越えて上陸。家屋を蹂躙しながら品川を経て典子の働く銀座へ進撃。敷島は典子のもとへ駆けつけ、一緒に逃げる。政府も国会議事堂前に配備した戦車隊で応戦するが、ゴジラの放射熱線によって国会議事堂もろとも蒸発する。その余波で発生した爆風から典子はとっさに敷島を建物の陰に押し込んで助けた結果、自身は爆風に吹き飛ばされて行方不明になってしまう。放射熱線はゴジラ自身の口周りをも損傷させており、ゴジラはその傷を癒すべく海に戻る。
放射熱線の着弾地点では、蒸発した国会議事堂跡のクレーターを中心に半径6キロメートルが灰塵と化して政治機能が麻痺したほか、ゴジラの肉片から発する放射能によって各地域が汚染。死傷者数および行方不明者数は約3万人、破壊された家屋が2万戸以上と、東京はゴジラによって壊滅的な被害を受けたが、駐留連合国軍はソ連軍を刺激する恐れがあるとして軍事行動を避けていた。そのため、占領下で独自の軍隊を持たない日本は民間人のみでゴジラに立ち向かうことになる。典子の死に苦悶する敷島を、野田はゴジラ打倒の作戦に誘う。
駆逐艦「雪風」の元艦長である堀田辰雄がリーダーとなって開かれた「巨大生物對策説明会」には、新生丸のメンバーの他、東洋バルーンの社員や、元海軍の人間が多数集まった。そこで野田が、ゴジラが完治して日本に再上陸するのに約10日かかると推測し、部分的なダメージでは即座に回復するため、第一次攻撃としてゴジラを相模トラフまでおびき寄せてフロンガスの泡で全身を包み込むことで浮力を奪い、深海まで一気に沈めて急激な水圧の変化を与え、それでも倒せなかった場合、予備策として第二次攻撃として深海まで沈めたボンベに東洋バルーンの大きな浮袋を装着し、それを膨らませて海底から海上まで一気に引き揚げ、凄まじい減圧を与えてゴジラの身体全体にダメージを与えて完全に息の根を止めるという「海神作戦（わだつみさくせん）」を立案する。
一方、敷島は野田たちとは別に万が一の事態に備えて戦闘機による誘導役を進言し、本来本土決戦に配備される予定だったが終戦の混乱で忘れ去られ、それゆえに解体処分から免れていた機体「震電」を発見する。震電には高度な技能を用いての整備が必要であるため、敷島は橘にわざとでたらめの手紙を出して誘き寄せ、再会する。怒った橘は敷島を殴って去ろうとするが、彼は掃海艇でゴジラと戦った時の経験を橘に語り、震電に爆弾を搭載して口内への特攻で刺し違えてでもゴジラを倒すと説明する。その覚悟を汲んだ橘は、震電の整備を引き受ける。
それぞれゴジラ上陸に備えて準備していたが、ゴジラは予想より早く防衛ラインを突破して相模湾から上陸すると、相模湾の逗子軍港を半壊させて鎌倉の町村を蹂躙していく。作戦は頓挫したと思われたその時、敷島が整備を完了した震電に乗って現れ、ゴジラを東京湾沖へ誘導する。ゴジラは震電を追いかけるべく沖合に進路を変え、日本の存亡をかけた海神作戦は開始された。
駆逐艦「雪風」「響」「夕風」「欅」からなる駆逐艦群がゴジラを取り囲むように周回し、フロンガスのボンベとバルーンが取り付けられたワイヤーを括り付け、第一次攻撃のゴジラ沈降は成功した。だが、それでも死ななかったことで、予備策の第二次攻撃のバルーンによる急浮上を行ったが、途中でゴジラにバルーンを食い破られてしまう。堀田は繋がっているワイヤーを利用してゴジラの引き揚げを指示するも、駆逐艦数隻程度のパワーではどうにもならない。そこへ腕の骨折と戦争経験がないことを理由に海神作戦への参加を拒否された水島が多数のタグボートを率いて姿を見せ、ゴジラの引き揚げに力を貸す。そうして第二次攻撃を成功させたもののゴジラは水圧で激しく体を損傷し、戦闘力が低下したが死んでおらず、さらには駆逐艦群に向けて放射熱線の発射準備に入る。誰もが万事休すかと思われたその時、敷島がゴジラの口内めがけて特攻を敢行、ゴジラの頭部は大爆発して海へ沈んでいく。野田たちが敷島の死を嘆いている中、空から彼がパラシュートで降下してくる。橘は敷島を死なせないよう、震電に脱出装置を取り付けており、敷島は震電がゴジラの口内に飛び込む寸前で脱出に成功していたのだった。
帰港した敷島たちが勝利の余韻に浸っていたところ、澄子が家に一通の電報が届けられたことを知らせる。それは典子が一命を取り止めて病院にいることを知らせるものであり、敷島は明子を伴って急行した病院にて典子との再会を果たす。包帯姿の典子は「戦争は終わりましたか?」と優しく敷島に尋ね、彼は力強く頷いた。だが、典子の首には謎の黒い痣のようなものが浮き上がっており、海底ではゴジラの肉片が徐々に再生を始めていた。

## 登場怪獣
呉爾羅（ゴジラ）→ゴジラ

## 登場人物
敷島 浩一（）
本作品の主人公。元・海軍航空隊の操縦士で階級は少尉。特攻のときには601空に所属していた。日本に戻ってきた帰還兵で、模擬戦ではトップクラスの実力者だが、呉爾羅と大戸島守備隊基地で遭遇した際には、恐怖で撃つことができず、多くの死者を出してしまう。その後、東京に戻るが、澄子から空襲によって両親を失ったことを知らされ、家も焼かれた状況の中、闇市で典子と出会う。
大石 典子（）
本作品のヒロイン。両親を空襲で失い、その際に明子を遭遇した見知らぬ女性から託されて育てていた女性。敷島と闇市で出会い、ともに暮らすようになり、彼と家族にも似たような関係性を築く中で徐々に好意を抱くようになる。銀座を襲撃したゴジラの放射熱線による爆風で吹き飛ばされて行方不明となる。だが、生存していることが病院で確認される。
明子（）
典子が抱えていた女の子の赤子で、典子が空襲の最中に見知らぬ女性から託される。戦後、敷島の家で典子と3人で暮らし、1947年には幼児まで成長する。
秋津 淸治（）
機雷除去用の特設掃海艇「新生丸」の艇長。乗組員をお節介ともとれるほどに気にかける竹を割ったような性格。戦後処理の特殊任務を国の政府から請け負い、敷島たちとともに機雷の撤去作業を行う。
水島 四郎（）
新生丸に敷島とともに乗り込む見習い乗組員の朴訥な青年。秋津からは子どものような扱いを受けており、「小僧」と呼ばれている。出征経験がなく、太平洋戦争に憧れがあるような素振りを見せていることから、敷島からの怒りを買うこともある。海神作戦からは外されるものの、仲間の危機を知ってからは現場に漁船団を率いて駆けつける。
野田 健治（）
機雷撤去作業に従事する新生丸の乗組員。秋津からは「学者」と呼ばれている。温厚な性格ではあるが、冷静なタイプ。元は技術士官で、戦時中は海軍工廠で兵器の開発に携わっていた。過去の科学知識を活かして対ゴジラの作戦である海神作戦を立案する。
橘 宗作（）
元・海軍航空隊の整備部。整備兵としては右に並ぶ者がいないほどの高い整備の技術を持つ。大戸島守備隊基地で同僚を呉爾羅に殺され、その原因を作った敷島に激しい怒りをぶつける。その後、敷島と和解し、震電を整備した。
太田 澄子（）
敷島が住む家の隣人の女性。息子を空襲で失い、生きて帰ってきた敷島を責め立てるが、明子の世話を次第に手伝うようになる。
堀田 辰雄（）
駆逐艦「雪風」の元艦長。海神作戦において雪風に再び乗り、作戦指揮を執る。
板垣 昭夫（）
東洋バルーン社の係長。海神作戦に協力する。

## 登場兵器

### 架空
新生丸
制作
撮影で使用されたものは現代の漁船を木造の旧式船に仕立てて改造したもののため、重心が高かったことから、変な揺れ方をしてしまい、すぐに船酔いを起こしていたという。

### 実在
- 零戦五ニ型[27]
- 戦艦長門[27]
- 駆逐艦ランカスター[30]
- 潜水艦レッドフィッシュ[31]
- 重巡洋艦高雄[28][14]
- 海防艦生野[32]
- 四式中戦車[33]:48頁[14]
- 駆逐艦雪風[27][14]
- 駆逐艦夕風（船体にYUKAZEと記載）[34]
- 駆逐艦響[33]:48頁
- 駆逐艦欅[33]:71頁
- 十八試局地戦闘機震電[28][14]

制作

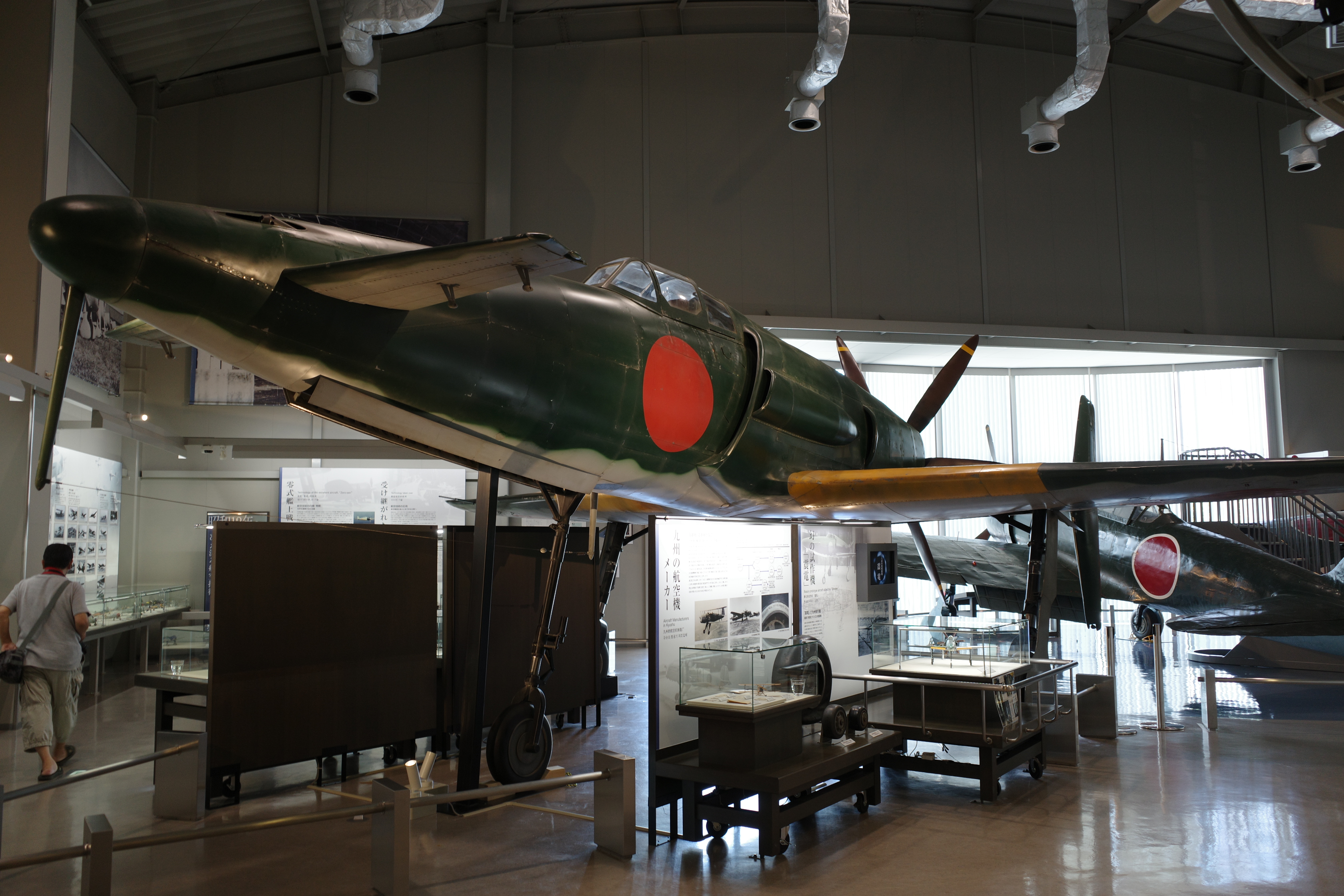
本作の撮影に使われた震電の実物大模型

震電については、史実では試作機によるテスト中に終戦を迎えて実戦配備はされていないが、本作品では本土決戦のために少数が配備されていたという設定で登場。製作された実物大模型は撮影後に筑前町立大刀洗平和記念館が購入し、展示している。
2024年6月1日に福岡県筑前町のめくばーる町民ホールにて開催されたトークショーに登壇した山崎貴によれば、当初は予算の関係で震電の実物大模型は製作の許可が下りずコックピットだけの復元となる予定だったが、前述の購入が決まると風向きが変わって許可が下りたとの感謝を述べている。

## キャスト
- 敷島浩一 - 神木隆之介[37][13][1]
- 大石典子 - 浜辺美波[37][13][1]
- 水島四郎 - 山田裕貴[37][13][1]
- 堀田辰雄 - 田中美央[27][1]
- 齋藤忠征 - 遠藤雄弥[27]
- 板垣昭夫 - 飯田基祐[1][38]
- 明子 - 永谷咲笑[1][39]
- 阿南健治
- 水橋研二
- 徳田アナウンサー[注釈 10] - 須田邦裕[40][41]
- 元軍人谷口[注釈 10] - 谷口翔太[42]
- 中台あきお
- 佐々木一平
- 中村織央
- 元軍人鰐渕[注釈 10] - 鰐渕将市[43]
- 西垣匠
- 佐々木風磨
- 整備兵・冨田[注釈 10] - 長部努[44]
- 整備兵・平岡[注釈 10] - 小松勇司[45]
- 整備兵・稲垣栄次郎[注釈 10] - 三濃川陽介[46]
- 整備兵・加治木定吉[注釈 10] - 日下部千太郎[47]
- 川端康太
- 古堅元貴
- 吉川裕斗
- 整備兵・谷[注釈 10] - 大島祐也[48]
- 整備兵・山縣重治[注釈 10] - 赤妻洋貴[49]
- 濱中遼
- 荒谷清水
- 塚本幸男
- 大宮将司
- マイケル・アリアス[27]
- 松原正隆
- 古山憲太郎
- 艇長[注釈 10] - 松井工[50]
- 平原テツ
- 鳥谷宏之
- 運転士[注釈 10] - 千葉誠太郎[51]
- 車掌[注釈 10] - 小熊樹[52]
- 間瀬英正
- 大西遵
- 高雄乗組員[注釈 10] - 持永雄恵[53]
- 高雄乗組員[注釈 10] - 市川大貴[54]
- 太田靖則
- 野田健治 - 吉岡秀隆[37][13][1]
- 元軍人[注釈 10] - 土橋竜太[55]
- 斉藤淳
- 山田将之
- 佐藤五郎
- 雪風航海長・藤田[注釈 10] - 藤田啓介[56]
- 元軍人若林[注釈 10] - 若林佑太[57]
- 福田航也
- 杉崎シュンペーター
- 高尾悠希
- 苅田[注釈 10] - 苅田裕介[58]
- 元軍人松本[注釈 10] - 松本誠[59]
- 長島慎治
- 山本晃大
- 山田英彦
- 東洋バルーン係員[注釈 10] - 伊藤亜斗武[60]
- 山田ジャンゴ
- 東洋バルーン[注釈 10] - 保里ゴメス[61]
- 橘の助手[注釈 10] - 阿部翔平[62]
- 飛行機整備士[注釈 10] - 嶋田彥[63]
- 木原勝利
- 矢作マサル
- 富士丸船長[注釈 10] - 俵木藤汰[64]
- 夕風艦長[注釈 10] - 原田悅嗣[65]
- 欅艦長[注釈 10] - 仲城煎時[66]
- 明樂哲典
- 大野真緒
- 北御門亜美
- 逃げまどう市民達[注釈 10] - 羊華[67]
- 得田舞美
- 植田倖瑛
- 鶴田翔
- 荒木誠
- 相澤大翔
- 長谷川瑞己
- 井上喜介
- 未来みき
- 阿部大地
- 浜辺美波のスタンドイン[注釈 10] - 三浦理香子[68]（本編出演なし）
- 剛州
- 小野瀬侑子
- 奥田誠治
- 橘宗作 - 青木崇高[37][13][1]
- 太田澄子 - 安藤サクラ[37][13][1]
- 秋津淸治 - 佐々木蔵之介[37][13][1]

### 声の出演
- ラジオのアナウンサー[注釈 10] - 篠井英介[69]
- 爆風を浴びる男、ラジオのアナウンサー[注釈 10] - 笠井信輔（二役）[70][71]
- 叫び声など[注釈 10] - 早織[72]
- 米本学仁
- 仲義代
- 殖田育夢
- 千葉恵太
- 中野匡人
- 内田清
- 桜彩
- 加茂井彩音
- 三宅里沙
- 青木真美

## スタッフ
出典：
- 製作 - 市川南
- エグゼクティブ・プロデューサー - 臼井央、阿部秀司
- 企画・プロデュース - 山田兼司、岸田一晃
- プロデューサー - 阿部豪、守屋圭一郎
- 協力プロデューサー - 上田太地、山内章弘
- チーフゴジラオフィサー - 大田圭二
- ラインプロデューサー - 櫻井紘史
- VFXディレクター - 渋谷紀世子
- 撮影 - 柴崎幸三
- 照明 - 上田なりゆき
- 美術 - 上條安里
- 装飾 - 龍田哲児
- 録音 - 竹内久史
- 特機 - 奥田悟
- 編集 - 宮島竜治
- カラリスト - 石山将弘
- 音響効果 - 井上奈津子
- 選曲 - 藤村義孝
- 衣裳 - 水島愛子
- ヘアメイク - 宮内三千代
- キャスティング - 杉野剛
- スクリプター - 阿保知香子
- 助監督 - 安達耕平
- 制作担当 - 横井義人
- プロダクション統括 - 會田望
- スタントコーディネーター - 小池達朗
- ゴジラデザイン - 山崎貴、田口工亮
- 音楽 - 佐藤直紀[13]、伊福部昭『ゴジラ』『モスラ対ゴジラ』『キングコング対ゴジラ』
- 制作協力 - 阿部秀司事務所
- VFXプロダクション - 白組
- 制作プロダクション - TOHOスタジオ、ROBOT
- 監督・脚本・VFX - 山崎貴[13]
- 製作・配給 - 東宝[注釈 11]

## 製作

### 企画
2016年の『シン・ゴジラ』公開後、監督の樋口真嗣は2017年に開催されたGフェスの場で、東宝は2020年以降まで新たなゴジラ映画を製作できないことを明かしたが、これはレジェンダリー・ピクチャーズとの間で「レジェンダリー製作のゴジラ映画と同じ年に東宝製作のゴジラ映画を公開しない」という契約を結んでいることが背景にある。2018年に東宝の取締役である大田圭二は、『シン・ゴジラ』の続編製作の可能性がないことを明言すると同時に、「マーベル・シネマティック・ユニバース」形式の「ゴジラ・ユニバース」製作の可能性について言及した。
レジェンダリー・ピクチャーズとの問題が解決の方向へと向かい、『シン・ゴジラ』の後にいくつもの新たな実写ゴジラ映画の企画が検討されたが、現代を舞台にしたゴジラ映画がやるべきことをもれなくやり尽くした、エポックメーキングともいえる『シン・ゴジラ』に続くにふさわしいと思える企画をなかなか生み出すことができず、それを観たファンの期待に応えられる新たなゴジラ映画を生み出すためには、まったく新しい未知のコンセプトを必要としていた。山崎は「ゴジラ対日本」ではなく、「ゴジラ対人間」が描きたい物語であり、ゴジラとはその人々にとってどういった存在なのか？というディスカッションを重ね、軍隊、政府や官僚ではなく「私たち」がゴジラに立ち向かう。その芯が見えてきたことで、「命を賭して戦うことを求められてしまった時代」から「市民が主体的になって生を追求する時代」の変化を、ゴジラと遭遇してしまった敷島を通じて描くというコンセプトに辿り着いたという。
第1作目の『ゴジラ』にも、反戦・反核というテーマが作品の中心には大きく存在し、本作品もその意志を受け継ぐために、人命を軽視した戦中日本のアンチテーゼとして「生」に執着する物語にすることを強く意識したという。
2019年の『アルキメデスの大戦』公開後、監督の山崎貴は製作総指揮の市川南から新作ゴジラ映画の製作をオファーされ、3年かけて脚本を完成させた。山崎は後年、脚本の執筆に際して金子修介が製作した『ゴジラ・モスラ・キングギドラ 大怪獣総攻撃』から影響を受けたことを明かしている。これについて、山崎は「山崎貴セレクション ゴジラ上映会」の金子との対談の中で「『GMK』の内容はだいぶ忘れていたのですが、まるで自分で考えたかのように『-1.0』のシナリオを書いたら、結構な影響下にあることが知らず知らずのうちに…」と発言している。また、山崎は本作品の製作以前にも、監督を務めた『ALWAYS 続・三丁目の夕日』のアバンタイトルにゴジラを登場させたことがあるほか、西武園ゆうえんちのアトラクション「ゴジラ・ザ・ライド」でも監督・VFXを手掛けている。
2019年末に世界を襲った新型コロナウイルスの蔓延によって、本作品の脚本の作業をしている時期ではあったが、制作時期が延び、制作が一時中断された。だが、その後も脚本の執筆と打ち合わせを続け改稿が重ねられていった。「民間で何とかしなければいけない」や「政府は何にもしないんだ」などという、さまざまな無責任や非合理に対する想いは、その後の脚本でも反映されて「現場」や「無政府」、「民間」といった言葉が強調され始めていき、現実とゴジラに人々が自らの力で立ち向かわなければならないという本作品の物語がリンクし始めていったという。山崎は、企画当初では特定の事故や事件に依存しない、普遍的な物語を追求するつもりであったが、結果として新型コロナという世界規模の大災害を濃厚に映し取り、新たな戦争が現実世界で勃発している時代にもなったため、否応なくゴジラ映画は時代的な要素をはらんでしまう、という宿命にあると感じたという。
2022年2月18日、ROBOTが「超大作怪獣映画」のエキストラ募集を開始し、山崎が監督、東宝が製作を手掛けることも同時に明かされた。『ハフポスト』は「超大作怪獣映画」について第1作目の『ゴジラ』のリメイクであり、昭和時代を舞台にしている可能性を指摘した。その後、11月3日に開催された「ゴジラの日」のイベントで、東宝は「超大作怪獣映画」が新作ゴジラ映画であることを発表した。また、この時点で撮影が終了してポストプロダクション作業に入っていること、公開日は2023年11月3日を予定していること、山崎が監督のほか脚本・視覚効果スーパーバイザーを務めることも明かされた。『-1.0』というタイトルの意図について、山崎は「戦後でゼロの状態になった日本がゴジラによって悲惨な状況に陥る中で人々がどう立ち上がるのか」「初代ゴジラよりも以前の時代設定」「助走」「ここからどう生きていくかと一度身を引く」「何かを失う」といった例を挙げ、「いろんな意味を感じていただければ」と説明している。12月13日には東宝映画企画部長の臼井央が、新作ゴジラ映画が第1作目との関連性があることを示唆している。
山崎は『シン・ゴジラ』で大掛かりな水域表現などを深くやらなかったことに活路を見出し、『アルキメデスの大戦』で戦艦大和の沈没を演出した際に、CGで海の表現を作れることを実践できたという。また、今までゴジラ映画になかった、過去を主舞台とするストーリーというのは、山崎が本作品の監督の依頼を受ける前から考えていたものであり、ゴジラが日本が何も自衛できる兵器がない終戦直後の時代に登場したらどうなるのか？というアイデアを提案したといい、1954年が舞台だった第1作目『ゴジラ』よりも前の時代である1945年 - 1947年が舞台となった。
高雄、震電、雪風の3つが登場したのは、ミリタリー好きの山崎がまだ描いたことがなかったためであるという。

### キャスティング
2023年9月4日、完成報告会見が行われ、キャスト情報が公表された。主演・神木隆之介、ヒロイン・浜辺美波という組み合わせは、公表当時に放送中だった連続テレビ小説『らんまん』と同一であるが、オファーも撮影も本作品のほうが先だったとのこと。山崎は記者発表でマスコミから指摘された『らんまん』にあやかったキャスティングという点に関しては、まったくの見当違いという訳ではなく、佐々木蔵之介は『ひよっこ』に出演していた際にいいなと思ったからなど、朝ドラの影響が大きいと話している。
山崎は「昭和にいて説得力がある人」「怪獣が本物に見える芝居ができる人」という2点のポイントでキャスティングを固めていった。後者に関してはゴジラをいくら自分たちがリアルに創造しても、現実感というのはそれに対する役者のリアクションでしか出せないため、最初から演技力が高い俳優でやりたいと考えていた。これまでのゴジラ映画では政治家や官僚、科学者や自衛隊といった人々がゴジラという災害に立ち向かったが、本作品ではゴジラに市井の人々が中心となって立ち向かうため、戦後を生きる一般人であることをキャスティングにおいて重要視した。戦後という舞台でありながら現代の一般市民である観客が身近に思えて感情移入できる存在であるかどうかを考えたうえで、神木や浜辺はほとんど迷わずにオファーすることができたという。

### 撮影
撮影は2022年3月17日から6月11日までの日程で、静岡県浜松市（遠州灘・浜名湖）、長野県岡谷市（旧岡谷市役所庁舎）、茨城県笠間市（筑波海軍航空記念館）・美浦村（鹿島海軍航空隊跡）・筑西市（下館総合運動公園）、千葉県鴨川市（江見吉浦海岸キャンプ場）などで行われた。

### 視覚効果
視覚効果は白組が手掛け、山崎がスーパーバイザー、渋谷紀世子がディレクターを務めている。VFX作業は2022年4月から始まり、白組は8月から視覚効果デザイナーと視覚効果コンポジターの募集を開始し、同月から2023年1月まで作業が行われる予定だったが、後に2022年11月から2023年2月までに作業期間が変更された。デザイン作業にはHoudiniとMayaが、合成作業にはNukeがそれぞれ使用された。視覚効果作業の終了後、2023年5月にポストプロダクションが終了した。
戦後間もない当時の銀座は、にわか造りで作ったバラックと空襲で焼け残った戦前の質のいいビルなどが渾然一体となり、その手前に安普請の露店がずっと並んでいる風景であった。ゴジラが銀座に出現し群衆が逃げるシーンは、カメラが手ぶれしてしまうため合成ではなくオープンセットでの撮りきりが理想的であるが、前述の建造物群を建造しなくてはいけなくなることから、ブルーバック合成とオープンセットとの併用となった。
山崎は、樋口真嗣との対談で、『ガメラ3 邪神覚醒』における破壊シーンに影響を受けたと述べている。

### 音楽・音響
映画音楽の作曲は佐藤直紀が手掛けた。サウンドトラックは2023年11月4日、限定版は同年12月15日にランブリング・レコーズから発売された。また、2024年9月11日、同レコード会社は同年10月16日にサウンドトラックの完全盤を発売した。完全版には、2023年のものには収録されなかった10曲を収録し、さらにゴジラの足音、咆哮もボーナストラックに収録した。デジタル配信もアナウンスされた。
音響効果は井上奈津子が担当した。井上は、初代ゴジラの声を現代の音響システムで流しきることが使命だと感じたという。声を崩さないよう試行錯誤した結果、井上は響きが足りないと気づいた。屋外で収録しその反響を素材として使うという手法を取り入れた。井上は以前からこの手法をやりたかったという。
とてつもなく大きなスピーカーがあり、広く、天井がなく、なおかつ少し傾斜があり音が反射するという条件に合うのはZOZOマリンスタジアムしかないと思いスタジアムで録音した。井上は「電光掲示板の裏の一番大きなスピーカーから流した時の感動といったら、忘れられないですね」と、山崎は「本当にゴジラを目の当たりにした人はこの音を聞くんだと思うと、お腹の底が震える感じがしましたよね」とその体験を振り返っている。
また、大石典子が初めてゴジラを目撃するシーンで、山手線国鉄63系が発進し急停車する効果音として一畑電車鉄道デハニ50系が使用された。一畑電車は1929年に製造され、現在も走行可能なデハニ50系を保有している。デハニ50系は吊り掛け駆動方式を採っていて、加速すると「ギュイーン」という、現代の列車には見られない特徴的な音を発する。プロデューサーの阿部豪は、本作品の時代設定や音のリアルさからこの車両を選んだ。
録音は2023年3月に雲州平田駅にて行われた。車体の前後、線路脇、車体の下にマイクが取り付けられ、その駆動音を録音した。　
阿部は「モーターの音程が上昇する独特な音は、他では収録できない。本当に貴重な音。銀座の電車シーンに説得力を持たせることができた」と語っている。

## マーケティング

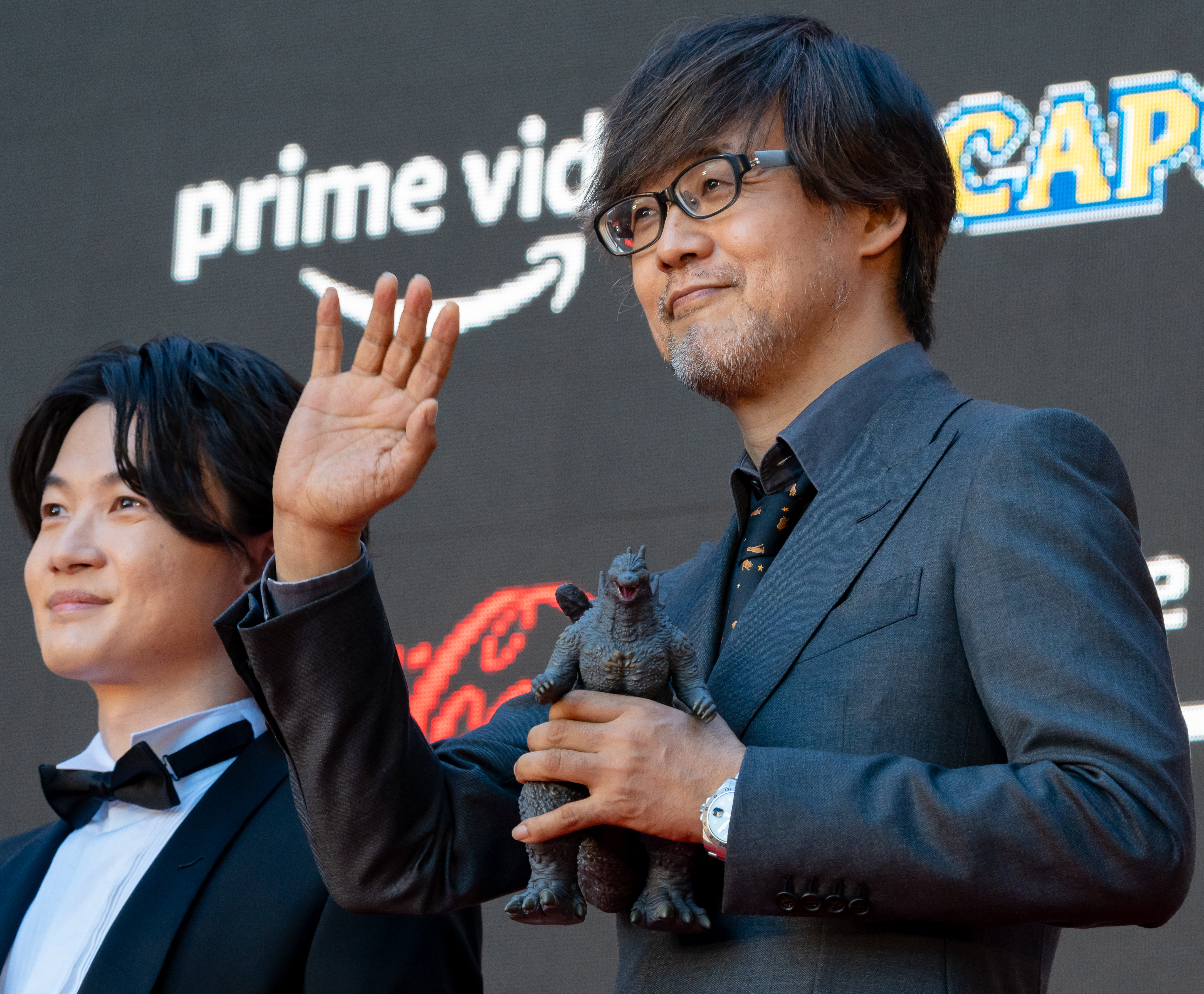
第36回東京国際映画祭に出席する山崎貴、神木隆之介

2023年6月12日からTwitter（現：X）公式アカウントは歴代の実写ゴジラ映画を1作品ずつ紹介する形式のカウントダウンを開始し、7月11日に新作映画のタイトルが『ゴジラ-1.0』であることが発表され、同時に予告編とポスターが公開された。翌12日にはゴジラの全身ショットも公開されている。9月2日に新たな予告編が公開され、同月4日には主要キャスト・スタッフが発表され、同時に劇場ポスターとオフィシャルトレーラーが公開された。同月14日には映画の場面写真15枚とゴジラの全身ビジュアルが公開され、翌日からはムビチケの予約が開始された。また、『SciFi Japan』は日米のSNSで「ゴジラ-1.0」がトレンドワード第1位となり、YouTubeで予告編の再生回数が900万回を超えたことを報じている。
7月13日には監督の山崎貴による監修下で、映画の3Dデータを基に酒井ゆうじが手掛けた「S.H.MonsterArts ゴジラ（2023）」が発売された。同月15日から10月29日にかけて長野県松本市で「映画監督 山崎貴の世界」が開催され、本作品のプロモーション展示や先行商品の販売が行われた。また、7月30日に開催されたワンダーフェスティバルでは全高約2.3メートルのゴジラ像が展示され、8月4日から8日にかけて開催された青森ねぶたでは、東宝の依頼で製作された「ゴジラねぷた」が登場した。9月22日、山崎によるノベライズ版が11月8日に発売されることが発表された。10月1日に東京ドームで行われた読売ジャイアンツと東京ヤクルトスワローズの試合とコラボした特別映像や、本作品に登場するゴジラの全長約2.6メートルの立像が展示された。
8月24日には「『ゴジラ-1.0』公開記念 山崎貴セレクション ゴジラ上映会」の開催が発表され、9月に『ゴジラ 60周年記念デジタルリマスター版』『三大怪獣 地球最大の決戦』が上映された。また、上映前にはトークショーも行われ、山崎のほかに樋口真嗣（『シン・ゴジラ』『シン・ウルトラマン』の監督）、村瀬継蔵（怪獣造形物製作者）が登壇した。10月には『ゴジラ・モスラ・キングギドラ 大怪獣総攻撃』『シン・ゴジラ：オルソ』（『シン・ゴジラ』のモノクロ版）が上映され、トークショーには金子修介（『ゴジラ・モスラ・キングギドラ 大怪獣総攻撃』の監督）、庵野秀明（『シン・ゴジラ』の総監督）が登壇した。
10月から12月にかけて静岡県内のロケ地各所にてゴジラの立像などの展示をはじめとした各種イベントが開催され、同月27日には神奈川県箱根町の箱根小涌園ユネッサンで2024年1月まで本作品とのコラボレーション企画を開催することが発表された。同月18日には歌舞伎町のゴジラロードにてワールドプレミアレッドカーペットイベントが開催され、山崎のほか、神木隆之介、浜辺美波、山田裕貴、青木崇高、吉岡秀隆、安藤サクラ、佐々木蔵之介が出席し、本作品に登場するゴジラの大きさと同じく全長50.1メートルのレッドカーペットにて一堂に会した。また、同月23日に開催された第36回東京国際映画祭では、山崎、神木、浜辺がオープニングセレモニーに出席している。
2024年2月16日には、東宝の公式Youtubeチャンネルから、VFX制作の裏側を明らかにしたメイキング映像が公開された。
2024年4月28日には、グランフロント大阪のうめきた広場にて開催された「ゴジラ・フェス大阪」で笠井信輔と渋谷紀世子の対談中に山崎と笠井の対談動画が披露され、その動画内にて山崎はラストシーンで典子の首に生じていた黒い痣がゴジラ細胞であることを初めて認めた。
2024年10月20日（現地時間）には、ジェイコブ・ジャヴィッツ・コンベンションセンターにて開催されたイベント「ニューヨーク・コミコン2024」に山崎が登壇し、最初の脚本では典子が死んでしまう予定だったことを明かしたうえ、「だから何度も読み返し、『敷島はあれだけ辛い目に遭ってゴジラを倒したのに帰ってきたら誰もいないなんて、あまりにも悲惨すぎる』と思った」との旨を述べている。

## 公開
2023年10月18日にワールドプレミア上映が開催され、観客から好評を博した。また、同年11月1日には第36回東京国際映画祭のクロージング作品として英語字幕付きで上映され、同月3日からゴジラ生誕70周年記念作品として公開される。6月27日に映画倫理機構は日本公開時のレイティングを「G」に決定した。東宝は全国500館以上での上映を決め、2D上映のほかにIMAX、ドルビーシネマ、4DX、MX4D、ScreenXでも上映され、これは東宝史上最大規模の上映数となる。
アメリカ合衆国では国際東宝が担当。初の自社配給により、2023年12月1日から北米にて英語字幕付きで公開（一部劇場では11月29日より）された。当初は2,308館で上映されたが、当時クリスマスシーズンだったにも関わらず、同年にハリウッドにて相次いで発生した脚本家組合（WGA）や俳優組合（SAG-AFTRA）によるストライキの影響で有力作品が少ないことが追い風となり、最終的にはアメリカ国内での上映館数は2,622館に拡大した。
また、WIREDによると、2023年12月には北米以外のヨーロッパ諸国でも上映が開始するという。

### ゴジラ-1.0/C
日本国内では、2024年1月12日よりモノクロ映像版となる『ゴジラ-1.0/C』（ゴジラ マイナスワン マイナスカラー）が公開。山崎曰く、カット単位で調整をしドキュメンタリーのような恐怖感溢れるゴジラを目指したとのことで、全国340館や北米の一部劇場で上映された。
エンディングクレジットに、本作品の製作総指揮である阿部秀司（2023年12月11日に死去）への献辞が付与された。

### ホームメディア
2024年5月1日にBlu-ray DiscとDVDが発売。『ゴジラ-1.0/C』のみを収録したバージョンも同日に発売された。
- 『ゴジラ-1.0』Blu-ray豪華版 4K Ultra HD Blu-ray 同梱4枚組 [本編DISC 4K Ultra HD Blu-ray][本編DISC Blu-ray][『ゴジラ-1.0/C』本編DISC Blu-ray][特典DISC Blu-ray]
- 『ゴジラ-1.0』Blu-ray豪華版 3枚組 [本編DISC Blu-ray][『ゴジラ-1.0/C』本編DISC Blu-ray][特典DISC Blu-ray]
- 『ゴジラ-1.0』Blu-ray 2枚組 [本編DISC Blu-ray][特典DISC Blu-ray]
- 『ゴジラ-1.0』DVD 3枚組 [本編DISC DVD][特典DISC DVD 1][特典DISC DVD 2]
- 『ゴジラ-1.0/C』（ゴジラマイナスワン/マイナスカラー）Blu-ray
- 『ゴジラ-1.0/C』（ゴジラマイナスワン/マイナスカラー）DVD

2024年5月3日からは定額制動画配信サービスのAmazon Prime Videoにて見放題独占配信を開始した。

## 評価

### 興行成績

#### 日本
公開3日間の興行成績は発表され、観客動員64万8,600人、興行収入10億4,100万円を記録。前作の『シン・ゴジラ』の公開3日間の対比では、興収122.8パーセント、動員数114.7パーセントとなった。2024年3月3日までの公開122日間で観客動員392万人・興行収入60.1億円を記録。2023年に日本公開された実写映画の中で、唯一60億円を突破した作品となった。
|                                         | 動員数 （万人） | 動員数 （万人） | 動員数 （万人） | 興行収入 （億円） | 興行収入 （億円） | 備考                        |
| 週末                                    | 週末            | 累計            | 週末            | 累計              |                   | 備考                        |
| --------------------------------------- | --------------- | --------------- | --------------- | ----------------- | ----------------- | --------------------------- |
| 1週目の週末 （2023年11月3日・4日・5日） | 1位             | 64.9            | 64.9            | 10.4              | 10.4              | [ 153 ] [ 155 ]             |
| 2週目の週末 （11月10日・11日・12日）    | 1位             | 35.6            | 135.2           | 5.6               | 21.1              | [ 156 ] [ 157 ]             |
| 3週目の週末 （11月17日・18日・19日）    | 1位             | 26.7            | 184.0           | 4.2               | 28.5              | [ 158 ] [ 159 ]             |
| 4週目の週末 （11月24日・25日・26日）    | 2位             | 18.5            | 223.0           | 2.9               | 34.5              | [ 160 ] [ 161 ]             |
| 5週目の週末 （12月1日・2日・3日）       | 2位             | 14.8            | 248.0           | 2.1               | 38.2              | [ 162 ] [ 163 ] [ 164 ]     |
| 6週目の週末 （12月8日・9日・10日）      | 5位             |                 | 270.0           |                   | 41.5              | [ 165 ] [ 166 ]             |
| 7週目の週末 （12月15日・16日・17日）    | 5位             |                 | 287.0           |                   | 44.0              | [ 167 ] [ 168 ]             |
| 8週目の週末 （12月22日・23日・24日）    | 8位             |                 | 300.0           |                   | 46.0              | [ 169 ] [ 170 ]             |
| 9週目の週末 （12月29日・30日・31日）    | 6位             |                 | 326.4           |                   | 50.1              | [ 171 ] [ 172 ] [ 注釈 19 ] |
| 10週目の週末 （2024年1月5日・6日・7日） | 7位             |                 | 337.0           |                   | 52.0              | [ 173 ] [ 174 ]             |

#### 国外
アメリカ合衆国ではオープニング興収にて1100万ドルを稼いだ。これは『ゴジラ2000ミレニアム』の全米興行収入を上回る成績であるほか、全米における実写系日本映画のOP興収記録を塗り替えるものとなった。12月5日には累計興収が1436万ドルを突破し、『子猫物語』のもつ記録1329万ドルを超えて、34年ぶりに全米での歴代邦画実写作品興収第1位となった。2024年1月28日時点で北米累計興収は5500万ドルを突破。2002年に公開された中国映画『HERO』や2019年に公開された韓国映画『パラサイト 半地下の家族』を抜いてアジア実写映画最多の興行収入となった。
12月22日には、世界興行収入が100億円を突破したことも東宝から発表された。2024年1月12日には、世界興行収入が140億円を突破し、同時に全米での邦画実写作品で興行収入歴代2位を記録したことが発表された。
北米では2024年2月1日までの63日間で、最終興行収入は5,600万ドルを超え、北米で公開された邦画実写映画の興行収入記録を大きく塗り替え、歴代1位となった。
2024年6月1日にはNETFLIXとiTunesで日本以外の全世界を対象に配信されNetflixの映画チャートとビデオ・オン・デマンドのチャートの両方で同時にトップを記録した史上初の映画となった

### 批評
Rotten Tomatoesでは1000件以上の一般レビューがある中で98％、78件の批評家レビューで97％と高い評価を維持。Cinema ScoreでもA評価を獲得。IMDB（インターネット・ムービー・データベース）のレビューにおいても、8.5を獲得している。
前作『シン・ゴジラ』の監督である庵野秀明は「山崎くんが今までに培った技術が無駄なく集約された集大成の作品だし、よくできていた。これでゴジラも続くから大丈夫」と絶賛した。ポン・ジュノは「『ゴジラ-1.0』にも人間と歴史が描かれていて、とても印象的な作品で感銘を受けました。」と評した。映画監督のクリストファー・ノーランは「とても刺激的で細かいこだわりが感じられ、観る者を引き込む素晴らしい映画」と絶賛した。また、『オッペンハイマー』のアンサー映画を作るなら「山崎監督以上にふさわしい監督は思い浮かびません」とも語った。映画監督のギレルモ・デル・トロは本作を「歴代ゴジラシリーズの中でベスト3に入る傑作だ」とツイッターで絶賛し、スティーヴン・スピルバーグは本作を3回鑑賞したと絶賛した。映画俳優のサイモン・ペッグは「真のゴジラ映画」として本作を評価しており、英語吹替でなく、日本語版で観ることを推奨している。また、1990年代にハリウッド版ゴジラで当初監督に任命されていた映画監督ヤン・デ・ボンも“史上最高傑作の一本”と絶賛している。アカデミー視覚効果賞の受賞について、東宝の怪獣映画ファンであるジョン・カーペンター監督は信じられない！ 『ゴジラ マイナスワン』がアカデミー特殊効果賞を受賞。私の生きているうちに。素晴らしい！と発信。ギレルモ・デル・トロもゴジラがオスカー受賞。とても感動したと投稿している。

### 受賞・ノミネート
| 映画賞                                               | 授賞式                   | 部門                          | 対象                                        | 結果       | 出典            |
| ---------------------------------------------------- | ------------------------ | ----------------------------- | ------------------------------------------- | ---------- | --------------- |
| 第48回報知映画賞                                     | 2023年11月28日           | 作品賞（邦画部門）            | 『ゴジラ-1.0』                              | ノミネート | [ 192 ] [ 193 ] |
| 第48回報知映画賞                                     | 2023年11月28日           | 監督賞                        | 山崎貴                                      | 受賞       | [ 192 ] [ 193 ] |
| 第48回報知映画賞                                     | 2023年11月28日           | 主演男優賞                    | 神木隆之介                                  | ノミネート | [ 192 ] [ 193 ] |
| 第48回報知映画賞                                     | 2023年11月28日           | 助演女優賞                    | 浜辺美波                                    | ノミネート | [ 192 ] [ 193 ] |
| 第36回シカゴ映画批評家協会賞                         | 2023年12月12日           | 外国語映画賞                  | 『ゴジラ-1.0』                              | ノミネート | [ 194 ] [ 195 ] |
| 第36回シカゴ映画批評家協会賞                         | 2023年12月12日           | 視覚効果賞                    | 『ゴジラ-1.0』                              | 受賞       | [ 194 ] [ 195 ] |
| 第27回ラスベガス映画批評家協会賞                     | 2023年12月13日           | 外国語映画賞                  | 『ゴジラ-1.0』                              | 受賞       | [ 196 ] [ 197 ] |
| 第27回ラスベガス映画批評家協会賞                     | 2023年12月13日           | ホラー/SF映画賞               | 『ゴジラ-1.0』                              | 受賞       | [ 196 ] [ 197 ] |
| 第27回ラスベガス映画批評家協会賞                     | 2023年12月13日           | アクション映画賞              | 『ゴジラ-1.0』                              | ノミネート | [ 196 ] [ 197 ] |
| 第27回ラスベガス映画批評家協会賞                     | 2023年12月13日           | 視覚効果賞                    | 『ゴジラ-1.0』                              | ノミネート | [ 196 ] [ 197 ] |
| フェニックス批評家サークル賞                         | 2023年12月14日           | 外国語映画賞                  | 『ゴジラ-1.0』                              | ノミネート | [ 198 ]         |
| 第20回セントルイス映画批評家協会賞                   | 2023年12月17日           | 視覚効果賞                    | 『ゴジラ-1.0』                              | ノミネート | [ 199 ] [ 200 ] |
| インディアナ映画ジャーナリスト協会賞                 | 2023年12月18日           | 作品賞                        | 『ゴジラ-1.0』                              | ノミネート | [ 201 ] [ 202 ] |
| インディアナ映画ジャーナリスト協会賞                 | 2023年12月18日           | 外国語映画賞                  | 『ゴジラ-1.0』                              | 次点       | [ 201 ] [ 202 ] |
| インディアナ映画ジャーナリスト協会賞                 | 2023年12月18日           | 作曲賞                        | 佐藤直紀                                    | ノミネート | [ 201 ] [ 202 ] |
| 第28回サンディエゴ映画批評家協会賞                   | 2023年12月19日           | 外国語映画賞                  | 『ゴジラ-1.0』                              | 次点       | [ 203 ] [ 204 ] |
| 第28回サンディエゴ映画批評家協会賞                   | 2023年12月19日           | 視覚効果賞                    | 『ゴジラ-1.0』                              | 受賞       | [ 203 ] [ 204 ] |
| 第28回サンディエゴ映画批評家協会賞                   | 2023年12月19日           | 音響賞                        | 『ゴジラ-1.0』                              | ノミネート | [ 203 ] [ 204 ] |
| 第28回フロリダ映画批評家協会賞                       | 2023年12月21日           | 国際映画賞                    | 『ゴジラ-1.0』                              | ノミネート | [ 205 ] [ 206 ] |
| 第28回フロリダ映画批評家協会賞                       | 2023年12月21日           | 視覚効果賞                    | 『ゴジラ-1.0』                              | 受賞       | [ 205 ] [ 206 ] |
| 第36回日刊スポーツ映画大賞・石原裕次郎賞             | 2023年12月27日           | 石原裕次郎賞                  | 『ゴジラ-1.0』                              | ノミネート | [ 207 ]         |
| 第36回日刊スポーツ映画大賞・石原裕次郎賞             | 2023年12月27日           | 助演女優賞                    | 浜辺美波                                    | ノミネート | [ 207 ]         |
| #XTrendAward 2023                                    | 2023年12月27日（発表日） | ジャンル別 映画               | 『ゴジラ-1.0』                              | 3位        | [ 208 ]         |
| ノースカロライナ映画批評家協会賞                     | 2024年1月3日             | 作品賞                        | 『ゴジラ-1.0』                              | ノミネート | [ 209 ]         |
| ノースカロライナ映画批評家協会賞                     | 2024年1月3日             | 外国語映画賞                  | 『ゴジラ-1.0』                              | ノミネート | [ 209 ]         |
| ノースカロライナ映画批評家協会賞                     | 2024年1月3日             | 視覚効果賞                    | 『ゴジラ-1.0』                              | 受賞       | [ 209 ]         |
| コロンバス映画批評家協会賞                           | 2024年1月4日             | 作品賞                        | 『ゴジラ-1.0』                              | ノミネート | [ 210 ]         |
| コロンバス映画批評家協会賞                           | 2024年1月4日             | 作曲賞                        | 佐藤直紀                                    | ノミネート | [ 210 ]         |
| コロンバス映画批評家協会賞                           | 2024年1月4日             | 外国語映画賞                  | 『ゴジラ-1.0』                              | ノミネート | [ 210 ]         |
| 第13回ジョージア映画批評家協会賞                     | 2024年1月5日             | 作品賞                        | 『ゴジラ-1.0』                              | ノミネート | [ 211 ]         |
| 第13回ジョージア映画批評家協会賞                     | 2024年1月5日             | 国際映画賞                    | 『ゴジラ-1.0』                              | 受賞       | [ 211 ]         |
| グレーター・ウェスタン・ニューヨーク映画批評家協会賞 | 2024年1月6日             | 外国語映画賞                  | 『ゴジラ-1.0』                              | ノミネート | [ 212 ]         |
| 第22回ユタ映画批評家協会賞                           | 2024年1月6日             | 視覚効果賞                    | 『ゴジラ-1.0』                              | 受賞       | [ 213 ]         |
| 第22回ユタ映画批評家協会賞                           | 2024年1月6日             | 外国語映画賞                  | 『ゴジラ-1.0』                              | 次点       | [ 213 ]         |
| 2023シアトル映画批評家協会賞                         | 2024年1月8日             | 国際映画賞                    | 『ゴジラ-1.0』                              | 受賞       | [ 214 ]         |
| 2023シアトル映画批評家協会賞                         | 2024年1月8日             | 視覚効果賞                    | - 山崎貴 - 渋谷紀世子                       | 受賞       | [ 214 ]         |
| 2023シアトル映画批評家協会賞                         | 2024年1月8日             | アクション振付賞              | 山崎貴                                      | ノミネート | [ 214 ]         |
| 2023シアトル映画批評家協会賞                         | 2024年1月8日             | 悪役賞                        | ゴジラ                                      | 受賞       | [ 214 ]         |
| 第19回オースティン映画批評家協会賞                   | 2024年1月10日            | 作品賞                        | 『ゴジラ-1.0』                              | ノミネート | [ 215 ]         |
| 第19回オースティン映画批評家協会賞                   | 2024年1月10日            | 国際映画賞                    | 『ゴジラ-1.0』                              | 受賞       | [ 215 ]         |
| デンバー映画批評家協会賞                             | 2024年1月12日            | SF/ホラー映画賞               | 『ゴジラ-1.0』                              | 受賞       | [ 216 ]         |
| デンバー映画批評家協会賞                             | 2024年1月12日            | 非英語作品賞                  | 『ゴジラ-1.0』                              | 受賞       | [ 216 ]         |
| デンバー映画批評家協会賞                             | 2024年1月12日            | 視覚効果賞                    | 『ゴジラ-1.0』                              | ノミネート | [ 216 ]         |
| ハワイ映画批評家協会賞                               | 2024年1月12日            | 視覚効果賞                    | 『ゴジラ-1.0』                              | ノミネート | [ 217 ]         |
| ハワイ映画批評家協会賞                               | 2024年1月12日            | ホラー映画賞                  | 『ゴジラ-1.0』                              | ノミネート | [ 217 ]         |
| ハワイ映画批評家協会賞                               | 2024年1月12日            | SF映画賞                      | 『ゴジラ-1.0』                              | 受賞       | [ 217 ]         |
| ハワイ映画批評家協会賞                               | 2024年1月12日            | 外国語映画賞                  | 『ゴジラ-1.0』                              | ノミネート | [ 217 ]         |
| 第29回クリティクス・チョイス・アワード               | 2024年1月14日            | 外国語映画賞                  | 『ゴジラ-1.0』                              | ノミネート | [ 218 ]         |
| ポートランド批評家協会賞                             | 2024年1月15日            | 非英語作品賞                  | 『ゴジラ-1.0』                              | ノミネート | [ 219 ]         |
| ポートランド批評家協会賞                             | 2024年1月15日            | SF映画賞                      | 『ゴジラ-1.0』                              | 受賞       | [ 219 ]         |
| ポートランド批評家協会賞                             | 2024年1月15日            | 視覚効果賞                    | 『ゴジラ-1.0』                              | ノミネート | [ 219 ]         |
| ポートランド批評家協会賞                             | 2024年1月15日            | スタント/アクション振付賞     | 『ゴジラ-1.0』                              | ノミネート | [ 219 ]         |
| 第27回オンライン映画批評家協会賞                     | 2024年1月22日            | 非英語作品賞                  | 『ゴジラ-1.0』                              | ノミネート | [ 220 ]         |
| 第27回オンライン映画批評家協会賞                     | 2024年1月22日            | 視覚効果賞                    | 『ゴジラ-1.0』                              | ノミネート | [ 220 ]         |
| 第17回ヒューストン映画批評家協会賞                   | 2024年1月22日            | 作品賞                        | 『ゴジラ-1.0』                              | ノミネート | [ 221 ]         |
| 第17回ヒューストン映画批評家協会賞                   | 2024年1月22日            | 外国語映画賞                  | 『ゴジラ-1.0』                              | ノミネート | [ 221 ]         |
| 第17回ヒューストン映画批評家協会賞                   | 2024年1月22日            | 視覚効果賞                    | 『ゴジラ-1.0』                              | ノミネート | [ 221 ]         |
| カンザスシティ映画批評家協会賞                       | 2024年1月27日            | SF/ファンタジー/ホラー映画賞  | 『ゴジラ-1.0』                              | 受賞       | [ 222 ]         |
| 第66回ブルーリボン賞                                 | 2024年2月8日             | 作品賞                        | 『ゴジラ-1.0』                              | 受賞       | [ 223 ]         |
| 第66回ブルーリボン賞                                 | 2024年2月8日             | 主演男優賞                    | 神木隆之介                                  | 受賞       | [ 223 ]         |
| 第66回ブルーリボン賞                                 | 2024年2月8日             | 助演女優賞                    | 浜辺美波                                    | 受賞       | [ 223 ]         |
| 第78回毎日映画コンクール                             | 2024年2月14日            | 日本映画大賞                  | 『ゴジラ-1.0』                              | ノミネート | [ 224 ] [ 225 ] |
| 第78回毎日映画コンクール                             | 2024年2月14日            | 監督賞                        | 山崎貴                                      | ノミネート | [ 224 ] [ 225 ] |
| 第78回毎日映画コンクール                             | 2024年2月14日            | 撮影賞                        | 芝崎幸三                                    | ノミネート | [ 224 ] [ 225 ] |
| 第78回毎日映画コンクール                             | 2024年2月14日            | 美術賞                        | 上條安里                                    | 受賞       | [ 224 ] [ 225 ] |
| 第78回毎日映画コンクール                             | 2024年2月14日            | 音楽賞                        | 佐藤直紀                                    | ノミネート | [ 224 ] [ 225 ] |
| 第78回毎日映画コンクール                             | 2024年2月14日            | 録音賞                        | 竹内久史                                    | ノミネート | [ 224 ] [ 225 ] |
| 第22回視覚効果協会賞                                 | 2024年2月21日            | アニメーションキャラクター賞  | - ゴジラ： - 田口工亮 - 山崎貴              | ノミネート | [ 226 ] [ 227 ] |
| 国際映画音楽批評家協会賞                             | 2024年2月22日            | 作曲賞                        | 佐藤直紀                                    | ノミネート | [ 228 ] [ 229 ] |
| 国際映画音楽批評家協会賞                             | 2024年2月22日            | ファンタジー/SF映画部門作曲賞 | 佐藤直紀                                    | 受賞       | [ 228 ] [ 229 ] |
| ドリアン賞                                           | 2024年2月26日            | 非英語作品賞                  | 『ゴジラ-1.0』                              | ノミネート | [ 230 ]         |
| ドリアン賞                                           | 2024年2月26日            | ジャンル映画賞                | 『ゴジラ-1.0』                              | ノミネート | [ 230 ]         |
| ゴールデン・リール賞2023                             | 2024年3月3日             | 外国語映画部門音響編集賞      | 井上奈津子                                  | ノミネート | [ 231 ]         |
| 第47回日本アカデミー賞                               | 2024年3月8日             | 最優秀作品賞                  | 『ゴジラ-1.0』                              | 受賞       | [ 232 ] [ 233 ] |
| 第47回日本アカデミー賞                               | 2024年3月8日             | 優秀監督賞                    | 山崎貴                                      | 受賞       | [ 232 ] [ 233 ] |
| 第47回日本アカデミー賞                               | 2024年3月8日             | 最優秀脚本賞                  | 山崎貴                                      | 受賞       | [ 232 ] [ 233 ] |
| 第47回日本アカデミー賞                               | 2024年3月8日             | 優秀主演男優賞                | 神木隆之介                                  | 受賞       | [ 232 ] [ 233 ] |
| 第47回日本アカデミー賞                               | 2024年3月8日             | 優秀主演女優賞                | 浜辺美波                                    | 受賞       | [ 232 ] [ 233 ] |
| 第47回日本アカデミー賞                               | 2024年3月8日             | 最優秀助演女優賞              | 安藤サクラ                                  | 受賞       | [ 232 ] [ 233 ] |
| 第47回日本アカデミー賞                               | 2024年3月8日             | 最優秀撮影賞                  | 柴崎幸三                                    | 受賞       | [ 232 ] [ 233 ] |
| 第47回日本アカデミー賞                               | 2024年3月8日             | 最優秀照明賞                  | 上田なりゆき                                | 受賞       | [ 232 ] [ 233 ] |
| 第47回日本アカデミー賞                               | 2024年3月8日             | 優秀音楽賞                    | 佐藤直紀                                    | 受賞       | [ 232 ] [ 233 ] |
| 第47回日本アカデミー賞                               | 2024年3月8日             | 最優秀美術賞                  | 上條安里                                    | 受賞       | [ 232 ] [ 233 ] |
| 第47回日本アカデミー賞                               | 2024年3月8日             | 最優秀録音賞                  | 竹内久史                                    | 受賞       | [ 232 ] [ 233 ] |
| 第47回日本アカデミー賞                               | 2024年3月8日             | 最優秀編集賞                  | 宮島竜治                                    | 受賞       | [ 232 ] [ 233 ] |
| 第96回アカデミー賞                                   | 2024年3月10日            | 視覚効果賞                    | - 山崎貴 - 渋谷紀世子 - 高橋正紀 - 野島達司 | 受賞       | [ 234 ] [ 16 ]  |
| 第17回アジア・フィルム・アワード                     | 2024年3月10日            | 助演女優賞                    | 浜辺美波                                    | ノミネート | [ 235 ]         |
| 第17回アジア・フィルム・アワード                     | 2024年3月10日            | 視覚効果賞                    | - 山崎貴 - 渋谷紀世子 - 高橋正紀 - 野島達司 | 受賞       | [ 235 ]         |
| 第17回アジア・フィルム・アワード                     | 2024年3月10日            | 音響賞                        | 井上奈津子                                  | 受賞       | [ 235 ]         |
| 第4回クリティクス・チョイス・スーパー・アワード      | 2024年4月4日             | SF/ファンタジー映画賞         | 『ゴジラ-1.0』                              | 受賞       | [ 236 ] [ 237 ] |
| 第4回クリティクス・チョイス・スーパー・アワード      | 2024年4月4日             | SF/ファンタジー映画男優賞     | 神木隆之介                                  | ノミネート | [ 236 ] [ 237 ] |
| 第4回クリティクス・チョイス・スーパー・アワード      | 2024年4月4日             | SF/ファンタジー映画女優賞     | 浜辺美波                                    | ノミネート | [ 236 ] [ 237 ] |
| 第4回クリティクス・チョイス・スーパー・アワード      | 2024年4月4日             | 悪役賞                        | ゴジラ                                      | 受賞       | [ 236 ] [ 237 ] |
| ブラム・ストーカー賞                                 | 2024年6月1日             | 脚本賞                        | 山崎貴                                      | 受賞       | [ 238 ]         |
| 星雲賞                                               | 2024年7月6日             | メディア部門                  | 『ゴジラ-1.0』山崎貴                        | 受賞       | [ 239 ]         |
| ファンゴリア・チェーンソー・アワード                 | 2024年10月13日           | 最優秀ワイド公開作品賞        | 『ゴジラ-1.0』                              | 受賞       | [ 240 ]         |
| ファンゴリア・チェーンソー・アワード                 | 2024年10月13日           | 最優秀音楽賞                  | 『ゴジラ-1.0』 - 佐藤直紀                   | 受賞       | [ 240 ]         |
| Dolby Cinema Japan Awards 2024                       | 2024年10月31日           | 特別賞                        | 『ゴジラ-1.0』                              | 受賞       | [ 241 ]         |
| 第7回映画のまち調布賞                                | 2024年12月3日            | 録音賞                        | 竹内久史                                    | 受賞       | [ 242 ]         |
| 第7回映画のまち調布賞                                | 2024年12月3日            | 編集賞                        | 宮島竜治                                    | 受賞       | [ 242 ]         |
| 第7回映画のまち調布賞                                | 2024年12月3日            | 特別賞                        | 白組                                        | 受賞       | [ 242 ]         |
| 第52回サターン賞                                     | 2025年2月2日             | 監督賞                        | 山崎貴                                      | ノミネート | [ 243 ] [ 244 ] |
| 第52回サターン賞                                     | 2025年2月2日             | 脚本賞                        | 山崎貴                                      | ノミネート | [ 243 ] [ 244 ] |
| 第52回サターン賞                                     | 2025年2月2日             | 国際映画賞                    | 『ゴジラ-1.0』                              | 受賞       | [ 243 ] [ 244 ] |
| 第52回サターン賞                                     | 2025年2月2日             | 視覚効果 / 特殊効果賞         | - 山崎貴 - 渋谷紀世子 - 高橋正紀 - 野島達司 | ノミネート | [ 243 ] [ 244 ] |
| 第30回 AMD Award '24                                 | 2025年3月25日            | 大賞 / 総務大臣賞             | 『ゴジラ-1.0』                              | 受賞       | [ 245 ] [ 246 ] |

## コラボレーション
関西学院大学
2023年10月から11月にかけて開催される大学祭「新月祭 2023」にて、コラボビジュアルを使用したパネルの展示や限定ノベルティの配布などを実施するほか、一部キャンパスではシリーズ第1作『ゴジラ』の上映会や本作品のプロデューサーらが登壇するトークショーも実施する。
KDDI
2023年10月25日から11月5日まで開催される展示会「ジャパンモビリティショー2023」の「Tokyo Future Tour」（西ホール）内にある「エマージェンシー&モビリティ」エリアにて、ゴジラに襲われた街の復興や人命救助に向けてさまざまなモビリティが活躍するシーンを衛星ブロードバンドスターリンクと探索用ドローンを用いた演出が行われている。
銭湯
2023年10月26日から全国の一部公衆浴場施設にて限定の暖簾やポスターを掲載するほか、オリジナル商品の手ぬぐいや下足札キーホルダーを販売する。
羽田空港
2023年11月1日から30日まで、空港第1ターミナル、第2ターミナルにおいて「ハネダ VS ゴジラ~ハネダにゴジラ襲来~」と称してイベントを開催。ターミナル内各所にフォトスポットを設置するほか、スタンプラリーやちびゴジラが登場するイベントを開催。第2ターミナル内にゴジラストアを出店する。
ファミリーマート
2023年11月17日から「ファミマカフェ」のコーヒー用コラボカップ全10種を展開する。コラボでは、本作品に加えて『ゴジラvsキングギドラ』や『ゴジラvsビオランテ』といった過去のゴジラ映画作品の登場怪獣やタイトルロゴを印刷したカップを数量限定で提供する。
岡谷市
本作品のロケ地となった、長野県岡谷市では、普段一般公開を行っていない旧岡谷市役所庁舎を事前申込み限定で公開した。また、市内の飲食店などを中心に様々なコラボ商品を販売する。

## 他媒体展開

### テレビ番組
映画監督 山崎貴の世界
2023年10月7日にテレビ信州で放送された本作品の製作の舞台裏を紹介する番組。映画に出演した吉岡秀隆がナレーションを務めた。その後、再編集した上で「映画監督 山崎貴の世界～少年は夢を追い続ける～」の題名で2024年5月13日（12日深夜）に『NNNドキュメント』として、日本テレビ系列で放送された。
映画『ゴジラ-1.0』公開記念特番 Behind the scenes -No.30-ト云フモノ
2023年10月末より毎日放送ほかで放送のテレビ特番。インタビューやメイキング映像で構成。No.30とは公開間近まで非公開だったタイトルの代わりに絵コンテ段階でつけられていたコードネームである。YouTubeでも配信されていた上に、ブルーレイやDVDの映像特典としても収録。
「-1.0 ▷▷▷ GxK 全世界待望　空前絶後のゴジラムーブメントSP」
2024年4月末より各地方局にて放送されたテレビ特番。3月20日に開催された舞台挨拶の模様や、映画『ゴジラxコング 新たなる帝国』のアダム・ウィンガード監督と山崎監督の対談が収録されている。

### ラジオ番組
「山崎貴のオールナイトニッポンGOLD ～ゴジラ｜ニッポン放送70周年スペシャル～」
（2024年10月30日（水曜日）22時00分 - 24時00分、ニッポン放送）

## テレビ放映
ゴジラ-1.0
| 回数 | 放送日時                          | 放送局     | 放送枠           | 平均世帯 視聴率 | 備考    |
| ---- | --------------------------------- | ---------- | ---------------- | --------------- | ------- |
| 1    | 2024年11月1日 21時00分 - 23時29分 | 日本テレビ | 金曜ロードショー | 10.1%           | [ 258 ] |

※視聴率（平均世帯）は関東地区。
初回放送後、『ゴジラ』の新作の製作が決定した特報が流れ、山崎貴監督も続投することとなった。
ゴジラ-1.0/C
| 回数 | 放送日時                          | 放送局   | 放送枠          | 平均世帯 視聴率 | 備考    |
| ---- | --------------------------------- | -------- | --------------- | --------------- | ------- |
| 1    | 2024年11月2日 19時00分 - 21時24分 | BS日テレ | BS日テレ シネマ |                 | [ 260 ] |